# 곡성교육문화회관
곡성교육문화회관은 전라남도 곡성군에 있는 도서관이다.

## 연혁
- 1986.09.12 곡성공공도서관 설치 및 운영조례 공포
- 1986.11.04 곡성공공도서관 청사 준공
- 1986.12.18 곡성공공도서관 개관
- 2003.06.30 디지털자료실 구축
- 2005.06.04 곡성공공도서관 증축
- 2007.06.14 곡성국민체육센터(수영장) 개장
- 2007.07.27 곡성교육문화회관 운영 조례 공포
- 2013.01.02 전라남도교육청 지정 평생학습관 (2013~2014)

## 시설현황
- 3층: 시청각실·소회의실
- 2층: 종합자료실·전자정보실·평생교육실·동아리실·수서정리실·관장실·문헌정보실
- 1층: 다목적실·컴퓨터교육실·열람실·동아리실·행정실·휴게실
- 지하1층: 기계실

## 이용 안내
이용 시간
- 열람실: 매일 07:30 ~ 22:00
- 종합자료실: 평일 09:00∼19:00 / 토·일 09:00∼17:00
- 전자정보실: 평일 09:00∼18:00 / 토·일 09:00∼17:00

휴관일
- 매주 월요일
- 법정 공휴일
- 특별한 사유로 관장이 지정한 날